# Прогресс мировых рекордов среди девушек на дистанции 200 м комплексное плавание
Прогресс мировых рекордов на дистанции 200 комплексным плаванием у девушек в 50-метровом бассейне.
Обвал мировых рекордов в плавании в 2008/2009 совпал с введением полиуретановых костюмов от Speedo (LZR, 50 % полиуретана) в 2008 году и Arena (X-Glide), Adidas (Hydrofoil) и итальянского производителя плавательных костюмов Jaked (все 100 % полиуретана) в 2009 году. Запрет ФИНА на плавательный костюм из полиуретана вступил в силу в январе 2010 года.;
Прогресс мировых рекордов на дистанции 200 метров комплексным плаванием у девушек в 50-метровом бассейне
| Номер | Время    |   | Имя         | Национальность | Дата              | Соревнование            | Место             | Прим. |
| ----- | -------- | - | ----------- | -------------- | ----------------- | ----------------------- | ----------------- | ----- |
| 1     | 2: 09.98 |   | Рикако Икээ | Япония         | 29 января 2017 г. | Чемпионат Токио         | Токио, Япония     | [ 2 ] |
| 2     | 2:09.88  | к | Юй Йитинг   | Китай          | 2 мая 2021 г.     | Олимпийский отбор Китая | Циндао, Китай     | [ 3 ] |
| 3     | 2.09,64  |   | Юй Йитинг   | Китай          | 4 мая 2021 г.     | Олимпийский отбор Китая | Циндао, Китай     | [ 4 ] |
| 4     | 2.08,91  |   | Лия Хейз    | США            | 19 июня 2022 г.   | Чемпионат мира          | Будапешт, Венгрия | [ 5 ] |

Примечания: # — рекорд ожидает ратификации в FINA; мр — действующий рекорд мира среди взрослых; ер — действующий рекорд Европы среди взрослых; нр — действующий национальный рекорд среди взрослых.
Рекорды в стадиях: к — квалификация; пф — полуфинал; э — 1-й этап эстафеты; эк −1-й этап эстафеты квалификация; б — финал Б; † — в ходе более длинного заплыва; зв — заплыв на время.